# 루사스 1세

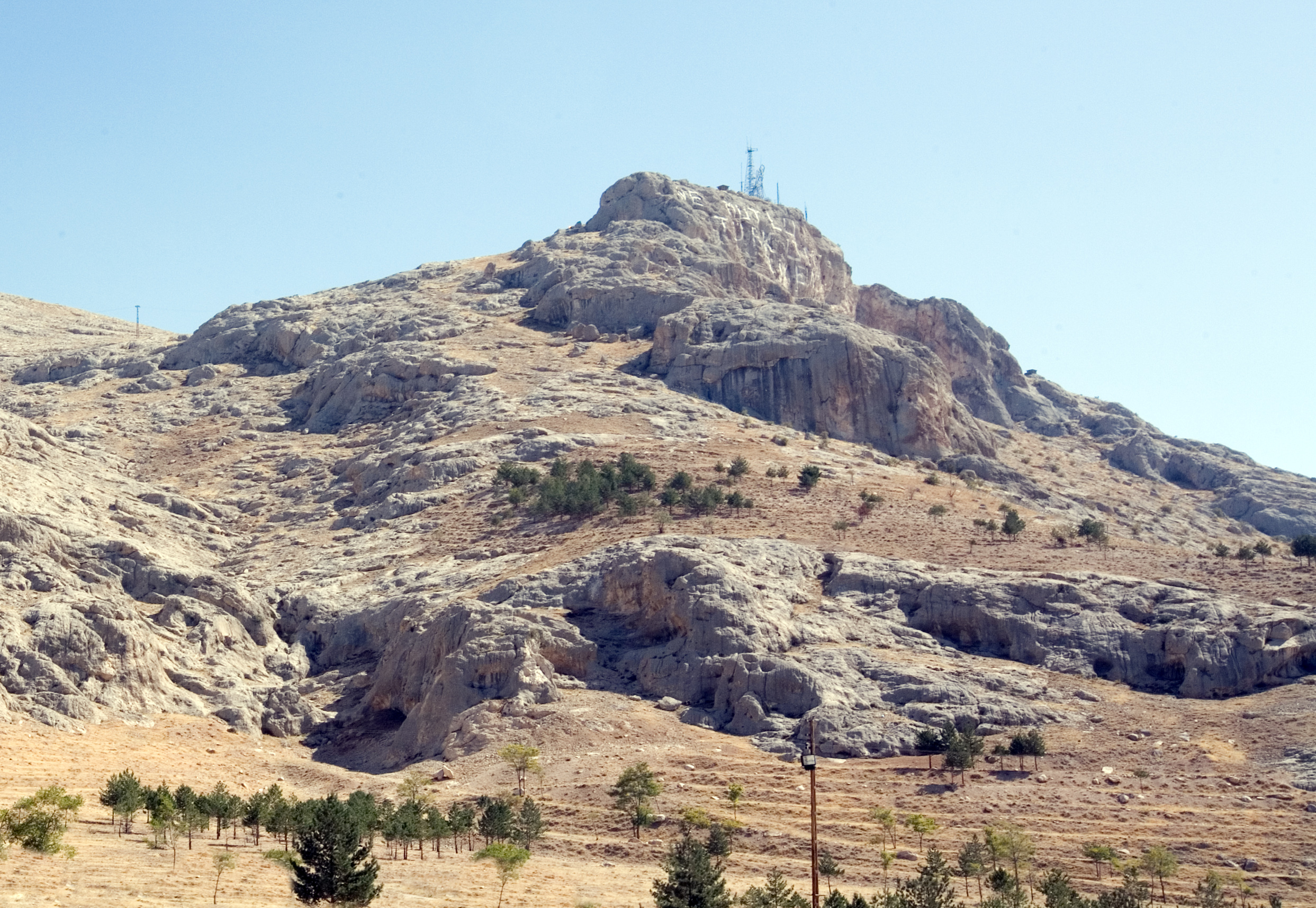

루사스 1세는 우라르투의 왕(재위: 기원전 735년 ~ 기원전 713년)이다. 그는 아버지 사르두리 2세 대왕의 뒤를 이어 왕위에 올랐다. 루사스 1세의 아버지 사르두리 2세는 니네베까지 왕국의 영토를 넓히고 아시리아와 아나톨리아의 여러 영토를 복속시켰다. 그러나 루사스 1세가 왕좌를 물려받았을 무렵, 아시리아는 장군 티글라트-필레세르 3세를 중심으로 다시 뭉쳤고 만만치 않은 군대가 되었다. 아시리아는 계속 우라르투 왕국을 공격하였고 루사스 1세는 자신의 치세 초반을 이들 아시리아의 군대와 싸우며 보내야 했다. 이 불화는 우라르투 왕국과 그 경계에 무거운 통행료를 부과하였다. 우라르투인은 사르두리 2세가 정복했던 대부분의 지역을 티글라트-필레세르 3세에게 잃었다.
티글라트 필레세르 3세가 죽은 후 그 땅은 샬만에세르 5세의 치세 동안 반군지역이 되었으나 오래 가지 못하였다. 사르곤 2세는 우라르투 인에 대한 적대시를 계속하고 기원전 715년 우라르투에 선전포고하였다. 우라르투의 동맹 메타티를 격파한 후 아시리아는 우라르투를 공격하였고 루사스 1세는 이 전투에서 결정적으로 패하여 우라르투는 무거운 배상금을 물어야 했다.
| 전 대 사르두리 2세 | 제8대 우라르투 국왕 기원전 735년-기원전 713년 | 후 대 아르기쉬티스 2세 |